# Montehermoso
Montehermoso je gradić u španjolskoj pokrajni Cáceres (Extremadura). 

## Zemljopisni smještaj
Gradić se smjestio 90 km južno od glavnog grada provincije Cáceres i 24 km od Plasencia. 

## Stanovništvo
Stanovništvo se uglavnom bavi poljoprivredom. Prema popisu stanovništva iz 2008. godine ima 5.769 stanovnika.

## Zanimljivosti
Montehermoso u prijevodu znači "prekrasne planine".